# Qualificazioni al campionato europeo dei piccoli stati femminile di pallavolo 2009
Le qualificazioni al campionato europeo dei piccoli stati femminile di pallavolo 2009 si sono svolte dal 16 al 18 maggio 2008: al torneo hanno partecipato nove squadre nazionali europee di stati con meno di un milione di abitanti e tre di queste si sono qualificate al campionato europeo dei piccoli stati 2009.

## Regolamento
Le squadre hanno disputato una fase a gironi con formula del girone all'italiana: le prime due classificate di ogni girone si sono qualificate per il campionato europeo dei piccoli stati 2009 (anche la nazionale del paese organizzatore, nonostante già qualificata, ha partecipato alle qualificazioni: nel caso in cui questa si classifichi tra le prime due del proprio girone, nessun'altra nazionale è ripescata).

## Squadre partecipanti
- Cipro
- Fær Øer
- Irlanda
- Islanda
- Liechtenstein
- Lussemburgo
- Malta
- San Marino
- Scozia

## Torneo
| Girone A   | Girone B      |
| ---------- | ------------- |
| Cipro      | Fær Øer       |
| Islanda    | Irlanda       |
| Malta      | Liechtenstein |
| San Marino | Lussemburgo   |
| -          | Scozia        |

### Girone A

#### Risultati
| 16 maggio 2008 Cottonera Sports Complex, Cospicua Durata: 1h:17 - Spettatori: 70  | Islanda    | 0 - 3 | Cipro      | 16-25, 19-25, 17-25 |
| 16 maggio 2008 Cottonera Sports Complex, Cospicua Durata: 1h:14 - Spettatori: 450 | San Marino | 3 - 0 | Malta      | 25-11, 25-19, 25-16 |
| 17 maggio 2008 Cottonera Sports Complex, Cospicua Durata: 1h:20 - Spettatori: 70  | Cipro      | 3 - 0 | San Marino | 25-18, 25-17, 25-14 |
| 17 maggio 2008 Cottonera Sports Complex, Cospicua Durata: 1h:50 - Spettatori: 500 | Malta      | 3 - 1 | Islanda    | 21-25, 25-23, 25-17 |
| 18 maggio 2008 Cottonera Sports Complex, Cospicua Durata: 1h:19 - Spettatori: 125 | Islanda    | 0 - 3 | San Marino | 15-25, 18-25, 21-25 |
| 18 maggio 2008 Cottonera Sports Complex, Cospicua Durata: 1h:12 - Spettatori: 600 | Cipro      | 3 - 0 | Malta      | 25-21, 25-19, 25-21 |

#### Classifica
| Pos | Squadra    | Pt | G | V | P | SV | SP | Ratio | PF  | PS  | Ratio |
| --- | ---------- | -- | - | - | - | -- | -- | ----- | --- | --- | ----- |
| 1   | Cipro      | 6  | 3 | 3 | 0 | 9  | 0  | MAX   | 225 | 162 | 1.389 |
| 2   | San Marino | 5  | 3 | 2 | 1 | 6  | 3  | 2.000 | 199 | 175 | 1.137 |
| 3   | Malta      | 4  | 3 | 1 | 2 | 3  | 7  | 0.429 | 203 | 235 | 0.864 |
| 4   | Islanda    | 3  | 3 | 0 | 3 | 1  | 9  | 0.111 | 191 | 246 | 0.776 |

### Girone B

#### Risultati
| 16 maggio 2008 Samkomuholl, Tórshavn Durata: 2h:11 - Spettatori: 50  | Scozia        | 2 - 3 | Lussemburgo   | 21-25, 25-19, 25-16, 22-25, 8-15 |
| 16 maggio 2008 Samkomuholl, Tórshavn Durata: 1h:19 - Spettatori: 50  | Irlanda       | 0 - 3 | Liechtenstein | 15-25, 17-25, 23-25              |
| 16 maggio 2008 Samkomuholl, Tórshavn Durata: 1h:54 - Spettatori: 190 | Fær Øer       | 3 - 1 | Scozia        | 21-25, 25-19, 25-20, 25-15       |
| 17 maggio 2008 Samkomuholl, Tórshavn Durata: 2h:02 - Spettatori: 110 | Irlanda       | 1 - 3 | Fær Øer       | 21-25, 12-25, 30-28, 11-25       |
| 17 maggio 2008 Samkomuholl, Tórshavn Durata: 1h:28 - Spettatori: 100 | Liechtenstein | 0 - 3 | Lussemburgo   | 24-26, 23-25, 22-25              |
| 17 maggio 2008 Samkomuholl, Tórshavn Durata: 1h:43 - Spettatori: 50  | Scozia        | 3 - 1 | Irlanda       | 25-18, 25-22, 21-25, 25-13       |
| 17 maggio 2008 Samkomuholl, Tórshavn Durata: 1h:31 - Spettatori: 320 | Fær Øer       | 0 - 3 | Liechtenstein | 22-25, 25-27, 22-25              |
| 18 maggio 2008 Samkomuholl, Tórshavn Durata: 1h:47 - Spettatori: 50  | Lussemburgo   | 3 - 1 | Irlanda       | 25-12, 25-20, 23-25, 25-18       |
| 18 maggio 2008 Samkomuholl, Tórshavn Durata: 1h:44 - Spettatori: 50  | Liechtenstein | 1 - 3 | Scozia        | 25-19, 17-25, 21-25, 16-25       |
| 18 maggio 2008 Samkomuholl, Tórshavn Durata: 1h:18 - Spettatori: 410 | Lussemburgo   | 3 - 0 | Fær Øer       | 25-19, 25-12, 25-21              |

#### Classifica
| Pos | Squadra       | Pt | G | V | P | SV | SP | Ratio | PF  | PS  | Ratio |
| --- | ------------- | -- | - | - | - | -- | -- | ----- | --- | --- | ----- |
| 1   | Lussemburgo   | 8  | 4 | 4 | 0 | 12 | 3  | 4.000 | 349 | 297 | 1.175 |
| 2   | Liechtenstein | 6  | 4 | 2 | 2 | 7  | 6  | 1.167 | 300 | 294 | 1.020 |
| 3   | Scozia        | 6  | 4 | 2 | 2 | 9  | 8  | 1.125 | 370 | 353 | 1.048 |
| 4   | Fær Øer       | 6  | 4 | 2 | 2 | 6  | 8  | 0.750 | 320 | 305 | 1.049 |
| 5   | Irlanda       | 4  | 4 | 0 | 4 | 3  | 12 | 0.250 | 282 | 372 | 0.758 |

## Squadre qualificate
- Cipro
- Lussemburgo
- San Marino